# Уснунц, Рудик Левонович
Рудик Левонович Уснунц (арм. Ռուդիկ Լևոնի Հյուսնունց; род. 26 сентября 1963, Агдере, Нагорно-Карабахская автономная область) — политический деятель непризнанной Нагорно-Карабахской Республики (НКР), депутат Национального собрания НКР.

## Биография и деятельность
Родился 26 сентября 1963 года в городе Мардакерте Нагорно-Карабахской АО Азербайджанской ССР. В 1980 году окончил среднюю школу № 1 города Мардакерта. В 1983—1985 годах служил в рядах Советской армии.
В 1993 году окончил музыкальное училище имени Саят-Новы города Степанакерта (Ханкенди). Также 1993 году окончил Ереванский педагогический институт — отдел культурно-просветительской работы и методики.
С 1998 по 2005 год был ответственным за «Церковно-любящее» братское движение, связанное с Армянской апостольской церковью.
Активный участник Карабахского движения. С 1992 по 1993 год был начальником политотдела Армии обороны НКР.
В 1994 году избран депутатом Национального собрания НКР (НС НКР) I созыва по 7 мажоритарному округу города Степанакерта.
19 июня 2005 года на парламентских выборах НС НКР был избран депутатом НС НКР IV созыва по 13 мажоритарному округу. 30 июня 2005 года на первом пленарном заседании был избран заместителем спикера НС.
23 мая 2010 года был избран депутатом на парламентских выборах НС НКР V созыва по 9 мажоритарному округу города Степанакерта. Член постоянной комиссии по внешним отношениям.
Входил в партию «Свободная Родина».
Награждён медалью «За Отвагу».
Женат, имеет 5 детей.